# Pierre Quantin
Pierre Quantin (* 19. Juni 1759 in Fervaques; † 7. Februar 1824 in Coutances) war ein französischer Général de division der Artillerie.

## Leben
Bis zur Revolution diente Quantin in der königlichen Marine. Während der Terrorherrschaft wechselte er zum Heer und wurde schon früh zum Anhänger Napoleons.
Mit 36 Jahren wurde Quantin 1795 zum Général de brigade befördert und diente im Stab von General Gabriel d’Hedouville. Später wechselte er zu General Lazare Hoche, mit dem er erfolgreich den Aufstand der Vendée niederschlagen konnte; später agierte er ebenso erfolgreich gegen die Chouannerie.
Am 25. August 1796 wurde er zum Général de division befördert.
Ab 1797 war General Quantin in Nîmes später dann auch in Aix-en-Provence mit militärisch-administrativen Aufgaben betraut. 1801 kam er zu General Charles Victoire Emmanuel Leclercs Armee und kämpfte in Saint-Domingue (Hispaniola) gegen Toussaint Louverture. Nach dem Scheitern dieser Invasion und dem Tod Ostins kehrte Quantin Anfang 1803 wieder nach Frankreich zurück.
Anschließend war er  einige Jahre in Belle-Île-en-Mer stationiert. 1811 ging er in Pension und ließ sich in Coutances nieder. Er starb im Alter von über 64 Jahren am 7. Februar 1824 und fand dort auch seine letzte Ruhestätte.

## Ehrungen
- 14. Juni 1804 Commandeur der Ehrenlegion
- Sein Name findet sich am nördlichen Pfeiler (7. Spalte) des Triumphbogens am Place Charles-de-Gaulle (Paris).